# Lijst van darkrides in de Verenigde Staten
Deze pagina weergeeft een incomplete lijst van huidige, voormalige en toekomstige darkrides in de Verenigde Staten.

## A
- Adventure Thru Inner Space
- Alice in Wonderland
- The Amazing Adventures of Spider-Man
- Antarctica: Empire of the Penguin
- Avengers: Infinity Defense

## B
- Black Diamond
- Blazing Fury
- Boo Blasters on Boo Hill (3x)
- Buzz Lightyear's Astro Blasters
- Buzz Lightyear's Space Ranger Spin

## C
- Cave Train Adventure

## D
- Dinosaur

## E
- El Rio del Tiempo
- Ellen's Energy Adventure
- E.T. Adventure

## F
- Fast and Furious: Supercharged
- Fire in the Hole
- Frozen Ever After

## G
- Ghost Blasters (3x)
- Gobbler Getaway
- Gran Fiesta Tour Starring The Three Caballeros
- Guardians of the Galaxy - Mission: Breakout!

## H
- Harry Potter and the Battle at the Ministry
- Harry Potter and the Forbidden Journey
- Haunted Mansion
- Horizons

## I
- If You Had Wings
- Imagination Express (4x)
- Indiana Jones Adventure: Temple of the Forbidden Eye
- It's a small world (2x)

## J
- Journey Into Imagination With Figment
- Journey to Atlantis
- Jurassic Jungle Boat Ride
- JUSTICE LEAGUE: Battle for Metropolis (6x)

## K
- Kingdom Quest (10x)
- Knott’s Bear-y Tales: Return to the Fair

## L
- LEGO® City Deep Sea Adventure
- Lego Factory Adventure Ride
- LEGO NINJAGO The Ride (3x)
- Living with the Land
- Lost Kingdom Adventure (2x)

## M
- Maelstrom
- Mario Kart: Bowser's Challenge
- Men in Black: Alien Attack
- Meow Wolf's Kaleidoscape
- Mickey & Minnie's Runaway Railway (2x)
- Mine of Lost Souls
- Monster Mansion
- Monsters, Inc. Mike & Sulley to the Rescue!
- Monsters Unchained: The Frankenstein Experiment
- Mr. Toad's Wild Ride
- Mystery Mansion
- Mystic Mansion

## N
- Na'Vi River Journey

## O
- Old Mill

## P
- Peter Pan's Flight
- Pinocchio's Daring Journey
- Pirates of Speelunker Cave
- Pirates of the Caribbean (2x)
- Pirates of the Deep Sea

## R
- Rainforest River Adventure Ride
- Reese's Cupfusion
- Remy's Ratatouille Adventure
- Revenge of the Mummy
- Roger Rabbit's Car Toon Spin

## S
- Secret Life of Pets
- Skull Island: Reign of Kong
- Snow White's Scary Adventures
- Spaceship Earth
- Splash Mountain (2x)
- SpongeBob's Crazy Carnival Ride
- Star Wars: Rise of the Resistance (2x)

## T
- Test Track
- The Cat in the Hat
- The Curse of DarKastle
- The Dragon
- The Many Adventures of Winnie the Pooh
- The Seas with Nemo & Friends
- Toy Story Midway Mania! (2x)
- Transformers: The Ride
- Treasure Hunt: The Ride

## U
- Under the Sea ~ Journey of the Little Mermaid

## V
- Villain-Con Minion Blast

## W
- Web Slingers: A Spider-Man Adventure

## Z
- Zombie Castle

Complete lijst van volledige darkrides in de VS
Categorie · Afbeeldingen